# 오이촌 (사이타마현)
오이촌(太井村)은 사이타마현의 북부, 기타사이타마군에 속했던 촌이다. 

## 지리
- 현재의 구마가야시, 교다시, 고노스시에 해당한다.

## 역사
- 1871년 - 사이타마현에 소속되었다.
- 1879년 - 기타사이타마군에 소속되었다.
- 1889년 4월 1일 - 정촌제 시행에 의해 기타사이타마군 오이촌이 성립하였다.
- 1955년 9월 30일 - 구마가야시, 교다시, 기타아다치군 후키아게정에 분할 편입해 소멸하였다.
- 2005년 10월 1일 - 후키아게정이 기타사이타마군 가와사토정과 함께 고노스시에 편입되었다.

## 참고문헌
- 「角川日本地名大辞典」編纂委員会『角川日本地名大辞典 11 埼玉県』角川書店、1980年7月8日。ISBN 4040011104。

## 관련링크
- 홍보 타임머신 마을의 풍경 「시청에 잠든 보물 사진관 그 10 (오이촌) 보관됨 2017-12-01 - 웨이백 머신